# Svatyně Panny Marie Lurdské
Svatyně Panny Marie Lurdské je mariánské poutní místo a okolí, nacházející se ve francouzském městě Lurdy. Je to nejen jedna stavba, ale celá oblast o 51 hektarech, která obklopuje jeskyni, v níž se měl v roce 1858 odehrát zázrak a mariánské zjevení, a který spravuje katolická církev jako poutní místo. Církevním ordinářem Svatyně je apoštolský delegát Mons. Antoine Hérouard, pomocný biskup lillský.

## Lurdská svatyně
Dominantou je bazilika, která je postavená přímo nad jeskyní, v níž se nacházejí prameny, jež mají mít léčebné účinky. Bohoslužby se konají na 22 místech celé oblasti, a to v šesti jazycích: francouzštině, angličtině, italštině, španělštině, nizozemštině a němčině. První svatyně, podzemní, vznikla v Lurdech již roku 1866. 
Vizuální dominantou oblasti je Bazilika neposkvrněného početí, která byla postavená nad ní (říká se jí proto také Horní bazilika) v roce 1876. Byla navržena francouzským architektem Hyppolytem Durandem v novogotickém slohu. Bazilika má vitrážová okna, která zobrazují mnoho výjevů z mariánského zjevení z roku 1858, jež dalo celé svatyni vzejít. Zajímavostí je, že na nich je Panna Marie zobrazena jako „druhá Eva“. Hlavní věž baziliky měří 70 metrů, ta je obklopena dvěma menšími věžemi, které však byly dokončeny až roku 1908. Nad vchodem do chrámu je mozaika zobrazující papeže Pia IX., který ustavil roku 1854 dogma neposkvrněného početí. K této stavbě byla později, v roce 1899, přistavěna ještě tzv. Růžencová bazilika. Ačkoli je v dosti jiném stylu, v zásadě byzantském, stojí tak blízko starší bazilice, že obě stavby jsou obvykle považovány za jedinou a vytvářejí zvláštní celek. Autorem architektonického návrhu byl Leopold Hardy a stavba byla určena k tomu, aby pojala mnohem více věřících, vejde se jich do ní přibližně 1500. Stavba má kopulovou střechu, která je zakončena zlacenou korunou. 
Součástí oblasti je také Bazilika sv. Pia X., která se celá nachází v podzemí (proto je nazývána také jako Podzemní bazilika) a která vznikla až v roce 1958, s cílem pojmout co nejvíce věřících (až 25 000), již byli očekáváni v roce stého výročí zázraku. Moderní architektura Pierra Vaga vzbudila ovšem v době svého vzniku diskuse. Další moderní budovou v oblasti je chrám sv. Bernadetty z roku 1988.

## Církevní správa
Protože byl Mons. Hérouard v roce 2019 jmenován apoštolským delegátem pro poutní místo Svatyně Panny Marie Lurdské v tarbesko-lurdské diecézi, bylo poutní místo vyňato z pravomoci Mons. Brouweta v oblastech pastorace, způsobů zavádění nové pastorace a dohledem nad duchovní péčí na poutním místě. Tarbesko-lurdské biskupství nadále zodpovídá za ekonomické otázky, místně příslušným ordinářem je však Mons. Hérouard.